# Adrian Bartosiński
Adrian Bartosiński (ur. 26 sierpnia 1995 w Rawie Mazowieckiej) – polski zawodnik mieszanych sztuk walki (MMA). Walczył m.in. dla takich federacji jak: TFL, FEN, RWC czy Wirtuoz Challenge. Finalista pierwszej edycji programu Tylko jeden. Od 22 kwietnia 2023 mistrz KSW w wadze półśredniej.

## Kariera MMA

### Wczesna kariera
Przed zawodową karierą toczył pojedynki amatorskie. W ostatniej na gali TFL 12: Hydro Truck Night pokonał niejednogłośnie na punkty Michała Pacha. 
Pierwszą zawodową walkę stoczył z Wojciechem Żuchnikiem 23 marca 2018 roku. Starcie odbyło się w Lublinie na gali TFL 13: Noxy Night. Pojedynek był przez cały czas dominowany przez zawodnika z Rawy. Sędziowie ogłosili jednogłośne zwycięstwo Bartosińskiego.
22 września tego samego roku stoczył walkę z Jarosławem Lechem na gali Wirtuoz Challenge 1 – Początek. Pojedynek wygrał przez TKO w drugiej rundzie.

### 2019-2020
Pierwszą walkę w 2019 stoczył 6 kwietnia na gali Wirtuoz Challenge 2, wygrał na niej z Ukraińcem, Władysławem Szepańśkyjem już w pierwszej odsłonie.
Następna walka „Bartosa” odbyła się na gali RWC 3, dnia 6 czerwca. Bartosiński zdominował Aleksandra Szyngarienko i po 2 minutach oraz 41 sekundach walka została przerwana przez TKO.
Po ostatniej walce „Bartos” podpisał kontrakt z Fight Exclusive Night (FEN). Dla tej organizacji stoczył jedną walkę. Jego rywalem na gali FEN 26: The Greatness był Krystian Bielski. Bartosinski znokautował rywala w drugiej rundzie, zapewniając sobie dodatkowy bonus finansowy w tej kategorii.
6 grudnia wystąpił ponownie dla organizacji Wirtuoz Challenge. Walkę stoczył z Konstantinem Linnikiem. Pojedynek wygrał poprzez łokcie w parterze w zaledwie minutę po rozpoczęciu pojedynku.
Bartosiński jako jeden z dziesięciu użytkowników otrzymał angaż w programie typu reality show „Tylko jeden” transmitowanemu przez telewizję Polsat. Program miał wyłonić zawodnika, który podpisze kontrakt z Konfrontacją Sztuk Walki (KSW).

### Tylko jeden
Bartosiński swoją pierwszą walkę w programie Tylko Jeden stoczył z Kamilem Dołgowskim. Po zdominowanej przez „Bartosa” otwierającej pojedynek rundzie, lekarz poinformował o zakończeniu walki spowodowane uszkodzeniem oka u Dołgowskiego.
Półfinałową walkę Bartosiński stoczył z Piotrem Walawskim. Po drugiej rundzie sędziowie zadecydowali o dodatkowej rundzie, która miała wyłonić zwycięzcę. „Bartos” w trzeciej rundzie szybko znokautował rywala, czym awansował do finału. W krótkim czasie po walce okazało się, że Bartosiński nie wystąpi w finale z Tomaszem Romanowskim przez kontuzję ręki. 

### KSW
Po pewnym czasie Bartosiński ogłosił, że podpisał kontrakt z Konfrontacją Sztuk Walki.
20 marca 2021 podczas gali KSW 59: Fight Code stoczył pojedynek z Hiszpanem – Lionelem Padillą. Walka zakończyła się w trzeciej rundzie przez TKO.
17 lipca 2021 na KSW 62 skrzyżował rękawice z czołowym zawodnikiem kategorii półśredniej, Michałem Michalskim. Pojedynek zwyciężył przez TKO w pierwszej rundzie.
W trzeciej walce dla polskiego giganta na KSW 67, które odbyło się 26 lutego 2022 wygrał w drugiej odsłonie przez poddanie z byłym podwójnym mistrzem Fight Exclusive Night w wadze średniej oraz półśredniej, Andrzejem Grzebykiem. Otrzymał pierwszy bonus w kategorii poddanie wieczoru.
Podczas drugiej walki wieczoru gali KSW 76, która odbyła się 12 listopada 2022 w Grodzisku Mazowieckim zmierzył się z byłym pretendentem do pasa mistrzowskiego wagi półśredniej, Krystianem Kaszubowskim. Walkę na sześć sekund przed końcem pierwszej rundy uderzeniami z dosiadu w parterze zakończył Bartosiński.
22 kwietnia 2023 na XTB KSW 81 znokautował Artura Szczepaniaka lewym sierpowym już w pierwszej rundzie, zostając nowym mistrzem KSW w wadze półśredniej. Trzy dni po tej gali Bartosiński za swój spektakularny nokaut na rywalu został dodatkowo nagrodzony bonusem finansowym w tej kategorii. 
16 grudnia 2023 podczas XTB KSW 89 stanął do pierwszej obrony mistrzowskiego trofeum, przeciwko mistrzowi kategorii lekkiej i piórkowej, Salahdine’owi Parnasse’owi. Zwyciężył po pięciorundowej batalii jednogłośną decyzją sędziów, którzy punktowali: 49-46, 49-46 i 48-47 w stosunku dla „Bartosa”. 
11 maja 2024 w gdańsko-sopockiej Ergo Arenie podczas wydarzenia XTB KSW 94 stoczył walkę z Igorem Michaliszynem. Pierwotnie rywalem Bartosińskiego w rewanżowym starciu miał być Andrzej Grzebyk, jednak ten w wyniku odniesionej kontuzji na kilkanaście dni przed galą musiał wycofać się z walki wieczoru tej imprezy. Pod koniec trzeciej rundy poddał Michaliszyna dźwignią na kolano, drugi raz broniąc mistrzowski pas. Po wydarzeniu organizacja nagrodziła go bonusem za najlepsze poddanie wieczoru. 
19 lipca 2024 ogłoszono, że podpisał nowy kontrakt z KSW.
Na jubileuszowej gali XTB KSW 100, która odbyła się 16 listopada 2024 w gliwickiej PreZero Arenie, zmierzył się z byłym mistrzem KSW wagi półciężkiej i średniej oraz legendą polskiego MMA Mamedem Chalidowem w limicie kategorii średniej. Mimo pozycji dużego faworyta pojedynku, w drugiej rundzie został poddany balachą. Była to jego pierwsza zawodowa przegrana.
24 kwietnia 2025 w walce wieczoru gali XTB KSW 105 w gliwickiej PreZero Arenie, doszło ostatecznie do jego rewanżu z Andrzejem Grzebykiem. Bartosiński ponownie pokonał Grzebyka, jednak tym razem przez jednogłośną decyzję sędziowską po pięciu rundach, broniąc po raz trzeci mistrzowski pas KSW w wadze półśredniej. Zawodnicy otrzymali bonus w kategorii walka wieczoru. 

## Życie prywatne
W wolnym czasie zajmuje się wędkarstwem.

## Osiągnięcia

### Mieszane sztuki walki
- Tylko jeden
  - 2020: Finalista programu Tylko jeden[21]
- Fight Exclusive Night
  - Bonus za nokaut wieczoru (jeden raz) vs. Krystian Bielski (2019)[15]
- Konfrontacja Sztuk Walki
  - 2023: Mistrz KSW w wadze półśredniej[4]
  - Bonus za poddanie wieczoru (dwa razy) vs. Andrzej Grzebyk (2022)[29], Igor Michaliszyn (2024)[40]
  - Bonus za nokaut wieczoru (jeden raz) vs. Artur Szczepaniak (2023)[33]
  - Bonus za walkę wieczoru (jeden raz) vs. Andrzej Grzebyk (2024)[48]

### Brazylijskie jiu-jitsu
- 2024: Czarny pas[50]

## Lista walk w MMA

### Zawodowe
| Wynik     | Bilans | Przeciwnik (bilans przed walką) | Rozstrzygnięcie                                 | Runda | Czas | Rozgrywki                                       | Data                     | Miejsce             | Uwagi                                                                                   |
| --------- | ------ | ------------------------------- | ----------------------------------------------- | ----- | ---- | ----------------------------------------------- | ------------------------ | ------------------- | --------------------------------------------------------------------------------------- |
| Wygrana   | 16-1   | Andrzej Grzebyk (22-6)          | Decyzja (jednogłośna)                           | 5     | 5:00 | XTB KSW 105: Bartosiński vs. Grzebyk 2          | 26.04.2025               | Gliwice             | Obronił pas mistrzowski KSW w wadze półśredniej. Bonus za walkę wieczoru. Main Event    |
| Przegrana | 15-1   | Mamed Chalidow (37-8-2)         | Poddanie (dźwignia na staw łokciowy)            | 2     | 2:48 | XTB KSW 100: Khalidov vs. Bartosiński           | 16.11.2024               | Gliwice             | Superfight. Pojedynek w wadze średniej. Main Event                                      |
| Wygrana   | 15-0   | Igor Michaliszyn (10-2)         | Poddanie (dźwignia na kolano)                   | 3     | 4:50 | XTB KSW 94: Bartosiński vs. Michaliszyn         | 11.05.2024               | Gdańsk/Sopot        | Obronił pas mistrzowski KSW w wadze półśredniej. Bonus za poddanie wieczoru. Main Event |
| Wygrana   | 14-0   | Salahdine Parnasse (18-1)       | Decyzja (jednogłośna)                           | 5     | 5:00 | XTB KSW 89: Bartosiński vs. Parnasse            | 16.12.2023               | Gliwice             | Obronił pas mistrzowski KSW w wadze półśredniej. Main Event                             |
| Wygrana   | 13-0   | Artur Szczepaniak (9-1)         | KO (lewy sierpowy)                              | 1     | 1:47 | XTB KSW 81: Bartosiński vs. Szczepaniak         | 22.04.2023               | Tomaszów Mazowiecki | Zdobył pas mistrzowski KSW w wadze półśredniej. Bonus za nokaut wieczoru. Main Event    |
| Wygrana   | 12-0   | Krystian Kaszubowski (10-2)     | TKO (ciosy pięściami w parterze)                | 1     | 4:54 | KSW 76: Parnasse vs. Rajewski                   | 12.11.2022               | Grodzisk Mazowiecki | Eliminator do walki o pas mistrzowski KSW w wadze półśredniej. Co-Main Event            |
| Wygrana   | 11-0   | Andrzej Grzebyk (18-4)          | Poddanie (dźwignia na kolano)                   | 2     | 0:33 | KSW 67: De Fries vs. Stosič                     | 26.02.2022               | Warszawa            | Bonus za poddanie wieczoru. Co-Main Event                                               |
| Wygrana   | 10-0   | Michał Michalski (9-4)          | TKO (ciosy pięściami w parterze)                | 1     | 1:53 | KSW 62: Kołecki vs. Szostak                     | 17.07.2021               | Warszawa            |                                                                                         |
| Wygrana   | 9-0    | Lionel Padilla (8-1)            | TKO (ciosy pięściami w parterze)                | 3     | 4:05 | KSW 59: Fight Code                              | 20.03.2021               | Łódź                | Debiut w KSW. Przejście do wagi półśredniej.                                            |
| Wygrana   | 8-0    | Piotr Walawski (8-4-1)          | TKO (prawy podbródkowy)                         | 3     | 0:23 | Tylko jeden – odc. 6                            | 17.04.2020 (data emisji) | Warszawa            | Półfinał programu „Tylko jeden”.                                                        |
| Wygrana   | 7-0    | Kamil Dołgowski (5-0)           | TKO (przerwanie przez lekarza)                  | 1     | 3:00 | Tylko jeden – odc. 3                            | 20.03.2020 (data emisji) | Warszawa            | Ćwierćfinał programu „Tylko jeden”.                                                     |
| Wygrana   | 6-0    | Konstantyn Linnyk (22-14)       | TKO (łokcie w parterze)                         | 1     | 1:05 | Wirtuoz Challenge – Rawa Mazowiecka Fight Night | 06.12.2019               | Rawa Mazowiecka     | Limit umowny -80 kg.                                                                    |
| Wygrana   | 5-0    | Krystian Bielski (5-1)          | KO (ciosy sierpowe)                             | 2     | 2:15 | FEN 26: The Greatness                           | 12.10.2019               | Wrocław             | Bonus za nokaut wieczoru. Limit umowny -82,5 kg.                                        |
| Wygrana   | 4-0    | Aleksandr Szyngarienko (6-4)    | TKO (ciosy pięściami)                           | 1     | 2:41 | RWC 3 – Gdynia                                  | 05.07.2019               | Gdynia              |                                                                                         |
| Wygrana   | 3-0    | Władysław Szepanśkyj (3-8)      | TKO (przerwanie przez lekarza - kontuzja żeber) | 1     | 2:30 | Wirtuoz Challenge 2 – Next Step                 | 06.04.2019               | Wolbórz             |                                                                                         |
| Wygrana   | 2-0    | Jarosław Lech (0-1)             | TKO (ciosy pięściami)                           | 2     | 3:10 | Wirtuoz Challenge 1 – Początek                  | 22.09.2018               | Wolbórz             |                                                                                         |
| Wygrana   | 1-0    | Wojciech Żuchnik (0-0)          | Decyzja (jednogłośna)                           | 3     | 5:00 | TFL 13: Noxy Night                              | 23.03.2018               | Lublin              | Debiut w wadze średniej.                                                                |

### Amatorskie
| Wynik     | Bilans | Przeciwnik (bilans przed walką) | Rozstrzygnięcie                      | Runda | Czas | Rozgrywki                              | Data       | Miejsce   | Uwagi                                                                |
| --------- | ------ | ------------------------------- | ------------------------------------ | ----- | ---- | -------------------------------------- | ---------- | --------- | -------------------------------------------------------------------- |
| Wygrana   | 10-2-0 | Michał Pach (0-0)               | Decyzja (niejednogłośna)             | 3     | 3:00 | TFL 12: Hudro Truck Night              | 18.11.2017 | Radom     | Zasady semi-pro.                                                     |
| Wygrana   | 9-2-0  | Damian Kowalski (0-1)           | Podanie (duszenie gilotynowe)        | 1     | 2:20 | ALMMA 132: Puchar Polski MMA 2017      | 16.05.2017 | Sochaczew |                                                                      |
| Wygrana   | 8-2-0  | Piotr Kosmowski (0-0)           | Decyzja (jednogłośna)                | 1     | 4:00 | ALMMA 132: Puchar Polski MMA 2017      | 16.05.2017 | Sochaczew |                                                                      |
| Wygrana   | 7-2-0  | Kamil Łuczaj (0-0)              | Podanie (duszenie trójkątne rękoma)  | 1     | 3:00 | ALMMA 132: Puchar Polski MMA 2017      | 16.05.2017 | Sochaczew |                                                                      |
| Przegrana | 6-2-0  | Gerard Bąk (3-1)                | Decyzja (jednogłośna)                | 1     | 4:00 | ALMMA 132: Puchar Polski MMA 2017      | 16.05.2017 | Sochaczew | Finał Mistrzostw ALMMA ograniczonej formuły senior w wadze średniej. |
| Wygrana   | 6-1-0  | Sławomir Lassota (1-0)          | Podanie (duszenie trójkątne nogami)  | 1     | 2:58 | ALMMA 122: Mistrzostwa Polski MMA 2016 | 20.11.2016 | Sochaczew |                                                                      |
| Wygrana   | 5-1-0  | Artur Piechociński (0-0)        | Poddanie (dźwignia na staw łokciowy) | 1     | 3:04 | ALMMA 122: Mistrzostwa Polski MMA 2016 | 20.11.2016 | Sochaczew |                                                                      |
| Wygrana   | 4-1-0  | Karol Skrzypek (0-0)            | Podanie (duszenie zza pleców)        | 1     | 2:47 | ALMMA 109: Puchar Polski MMA 2016      | 15.05.2016 | Sochaczew |                                                                      |
| Wygrana   | 3-1-0  | Patryk Rutkowski (0-0)          | Poddanie (dźwignia na staw łokciowy) | 1     | 3:20 | ALMMA 109: Puchar Polski MMA 2016      | 15.05.2016 | Sochaczew |                                                                      |
| Wygrana   | 2-1-0  | Sebastian Radzikowski (0-0)     | Poddanie (dźwignia na staw łokciowy) | 1     | 3:33 | ALMMA 109: Puchar Polski MMA 2016      | 15.05.2016 | Sochaczew |                                                                      |
| Wygrana   | 1-1-0  | Damian Kosmalski (0-0)          | Decyzja (jednogłośna)                | 1     | 4:00 | ALMMA 109: Puchar Polski MMA 2016      | 15.05.2016 | Sochaczew | Debiut w wadze średniej.                                             |
| Przegrana | 0-1-0  | Piotr Walawski (0-0)            | Poddanie (dźwignia na staw łokciowy) | 1     | 2:48 | ALMMA 36: Puchar Polski Środkowej      | 21.04.2013 | Zgierz    | 73 kg.                                                               |